# Wyżni Żabi Staw Mięguszowiecki
Wyżni Żabi Staw Mięguszowiecki (słow. Vyšné Žabie pleso Mengusovské, niem. See unter dem Ochsenrücken, Oberer Froschsee, Mengsdorfer Oberer Froschsee, węg. Felső-Békás-tó, Menguszfalvi Felső-Békás-tó) – staw w słowackich Tatrach Wysokich, w Dolinie Żabiej Mięguszowieckiej (kotlina Žabích plies) – odnodze Doliny Mięguszowieckiej (Mengusovská dolina). Staw leży na wysokości 2045,8 m n.p.m., ma 0,171 ha powierzchni, 75 m długości i 40 m szerokości (pomiary wymiarów stawu z lat 1961–1967). Leży w Wołowej Kotlince pomiędzy Wołowcem Mięguszowieckim (Mengusovský Volovec) w Wołowym Grzbiecie a Tylkową Turniczką (Tylkova vežička), znacznie powyżej pozostałych dwóch Żabich Stawów Mięguszowieckich (Žabie plesá Mengusovské) – Wielkiego (Veľké Žabie pleso Mengusovské) i Małego (Malé Žabie pleso Mengusovské). Ma nieregularny kształt i jest mniejszy od sąsiednich jeziorek. W otoczeniu stawu przeważają rumowiska skalne. Nad staw nie prowadzi żaden znakowany szlak turystyczny.